# Meritocrazia
(Michael Young)
La meritocrazia (neologismo coniato dal sociologo britannico Michael Young nel romanzo distopico L'avvento della meritocrazia del 1958) è un concetto usato in origine per indicare una forma di governo nella quale la posizione sociale di un individuo viene determinata dalla sua attitudine al lavoro.
A questo uso iniziale negativo del termine si è affiancata col passare del tempo un'accezione positiva, tesa a indicare una forma di governo dove le cariche pubbliche, amministrative, e qualsiasi ruolo o professione che richieda responsabilità nei confronti di altri, è affidata secondo criteri di merito, e non di appartenenza a lobby, o altri tipi di conoscenze familiari (nepotismo e in senso allargato clientelismo) o di casta economica (oligarchia).

## Origine del termine
Il termine "meritocrazia" apparve per la prima volta nell'opera Rise of the Meritocracy (1958). L'autore, il sociologo britannico Michael Young (1915-2002), intendeva usare il termine in senso dispregiativo. Nel libro tratteggiava lo scenario di un futuro distopico in cui la posizione sociale di un individuo veniva determinata dal suo quoziente intellettivo e dalla capacità di lavorare. Nell'opera, l'oppressione generata da tale sistema sociale finisce per portare a una rivoluzione in cui le masse rovesciano i governanti, divenuti arroganti e distanti dai sentimenti del popolo.
Malgrado la connotazione originariamente negativa, nel tempo il termine si è affermato anche con una connotazione positiva ritenendolo un buon sistema sociale. I sostenitori della meritocrazia argomentano che un sistema meritocratico è più giusto e più produttivo degli altri sistemi, e che garantisce la fine di discriminazioni fondate su criteri arbitrari quali il sesso, la razza e le origini (o le appartenenze) sociali.
D'altro canto i detrattori della meritocrazia argomentano, al contrario, che l'aspetto distopico centrale dell'idea di Young — l'esistenza di una classe meritocratica che monopolizzi l'accesso e i simboli del potere, nonché il metodo stesso di determinazione del merito — consiste proprio nell'introduzione di nuove forme di discriminazione e, quindi, in una perpetuazione del potere, dello status sociale e dei privilegi da parte di chi si vede riconosciuti un elevato quoziente intellettivo e lo sforzo.
La formula di M. Young per descrivere la meritocrazia è: m= IQ+E. La formula di L. Ieva invece è: m= f (IQ, Cut, ex) + E. Ovverosia, per Young, la meritocrazia è la sommatoria tra intelligenza e energia; mentre, per Ieva essa è rappresentata dalla funzione complessa tra intelligenza, cultura ed esperienza, a cui poi si aggiunge l'energia.

## Temi di fondo
Le meritocrazie si basano su questi principi di governo:
1. il collocamento del lavoro viene conferito secondo esperienza e competenza
2. sulla condizione dell'opportunità di accesso al lavoro in base alla domanda.
3. la previsione di qualcuno che specifichi i premi per l'adempimento del lavoro.

### Sviluppi
Nel redigere la Dichiarazione di Indipendenza degli Stati Uniti, Thomas Jefferson echeggiò ripetutamente il capitolo quinto del "Secondo Trattato sul Governo" di John Locke, capitolo in cui si definisce il concetto di proprietà e, a fondamento di quest'ultima, si pongono lavoro umano e necessità di sussistenza. La tesi di fondo (esplicitata da Locke nell'ambito del capitolo quinto e poi ribadita nel resto del trattato) è che l'acquisizione della proprietà da parte di un individuo non sia moralmente sbagliata, se avviene attraverso la fatica, se è finalizzata a soddisfare i bisogni vitali di quell'individuo e se non è di pregiudizio ai bisogni vitali altrui. Per Jefferson questa dottrina di operosità e merito, invece che di ozio ed eredità, come fattori determinanti di una società giusta si poneva, contro la monarchia, l'aristocrazia e i loro lacchè, in favore di un sistema rappresentativo di tipo repubblicano.
Per la destra liberale e conservatrice, il principio meritocratico della società civile, e di eguaglianza delle opportunità, si traducono sul piano economico nella proposta di un regime di tassazione di tipo flat tax: la ricchezza non è intesa come "una colpa", né come generata da un debito verso qualcosa o verso qualcuno, quale sarebbero un punto di partenza o un percorso di vita "privilegiati" rispetto agli altri.
Questi elementi, che secondo questo pensiero non esistono, giustificherebbero un maggiore prelievo sui redditi più alti, quale compensazione sociale, un "prendere ai ricchi per (ri)dare ai poveri" parte delle agevolazioni e delle opportunità che hanno consentito l'accumulo di ricchezza. La ricchezza è intesa come "giusta ricompensa" dell'impegno e del talento individuali, di persone partite con le stesse opportunità, e come motore di sviluppo, da non penalizzare con le tasse, a beneficio dell'intero collettività.

### Critiche
Gli oppositori del concetto di meritocrazia sostengono che caratteristiche come intelligenza e sforzo non sono misurabili con accuratezza quindi qualsiasi attuazione della meritocrazia comporta necessariamente un alto grado di arbitrarietà ed è, di conseguenza, imperfetta.
Quando poi collega il merito alla proprietà, il giudizio meritocratico rifletterebbe la società in cui è espresso: in quella del modo di produzione capitalistico, non tiene conto della disuguaglianza economica e sociale ma anzi la presuppone. Bisogna considerare che non tutte le meritocrazie operano in questo modo. Molte analizzano le strutture delle equità e disuguaglianze del lavoro attraverso le abilità e personalità umane che permettono loro di conseguire il compito lavorativo al meglio delle loro capacità.
Una critica che viene posta al ricorso al merito, nel mondo del lavoro, e che, storicamente, esso ha privilegiato criteri che prescindono dalle conoscenze e dalle abilità: il "merito" è divenuto espressione di una "cultura del potere e dell'autorità" che, "dalla prima rivoluzione industriale al fordismo", ha ridimensionato "ogni valutazione fondata sulla conoscenza e il «sapere fare», valorizzando invece, come fattori determinanti, criteri come quelli della fedeltà, della lealtà nei confronti del superiore, di obbedienza e [...], negli anni del fordismo, dell'anzianità".